# Macrocefalia urbana
Se conoce como macrocefalia urbana a la concentración de una gran parte de la población urbana de un país en una sola área metropolitana, la cual supera con holgura a la segunda ciudad más poblada.
La macrocefalia provoca desigualdades regionales que a su vez impulsan la migración hacia el área central, que puede sufrir un aumento de la pobreza, el hacinamiento, la congestión vehicular y la contaminación debido a estos movimientos migratorios.

## Casos

### América Latina
| País        | Área metropolitana principal           | % población nacional | % población urbana | % PIB nacional | Segunda área metropolitana                 | Ratio poblacional entre la 1era. y la 2da. área metropolitana |
| ----------- | -------------------------------------- | -------------------- | ------------------ | -------------- | ------------------------------------------ | ------------------------------------------------------------- |
| Argentina   | Gran Buenos Aires                      | 37                   | 40                 | 48             | Gran Córdoba                               | 9:1                                                           |
| Chile       | Gran Santiago                          | 35                   | 40                 | 48             | Gran Concepción                            | 9:1                                                           |
| Costa Rica  | Gran Área Metropolitana                | 55                   | 69                 | 70             | Puntarenas                                 | 20:1                                                          |
| El Salvador | Área Metropolitana de San Salvador     | 27                   | 37                 | 55             | Santa Ana                                  | 6:1                                                           |
| Guatemala   | Área Metropolitana de Guatemala        | 20                   | 39                 | 48             | Conurbación Metropolitana de las Verapaces | 6:1                                                           |
| Nicaragua   | Área metropolitana de Managua          | 36                   | 61                 | 50             | León                                       | 12:1                                                          |
| Panamá      | Área Metropolitana de Ciudad de Panamá | 49                   | 72                 | 66             | Colón                                      | 9:1                                                           |
| Paraguay    | Gran Asunción                          | 38                   | 61                 | 70             | Gran Ciudad del Este                       | 5:1                                                           |
| Perú        | Lima Metropolitana                     | 29                   | 37                 | 46             | Arequipa Metropolitana                     | 9:1                                                           |
| Uruguay     | Área Metropolitana de Montevideo       | 54                   | 57                 | 65             | Conurbación Maldonado-Punta del Este       | 13:1                                                          |